# Махаз
Маха́з (фінік.  , буквально — «наглядач за ринком») — одна з державних посад у фінікійських містах, зокрема у Карфагені. Римські автори називали махазів еділами — з огляду на подібність їніх функцій і повноважень.